# 카페 콘 판나
카페 콘 판나(이탈리아어: caffè con panna) 또는 에스프레소 콘 판나(이탈리아어: espresso con panna)는 크림을 올린 에스프레소이다. 데미타스에 낸다.

## 이름
이탈리아어 "카페 콘 판나(caffè con panna)"는 "크림 커피"라는 뜻이다. "카페(caffè)"는 "커피"를, "판나(panna)"는 "크림"을 뜻하는 말이며, "콘(con)"은 영어 "with"와 비슷한 뜻의 전치사이다.

## 같이 보기
- 카페 마키아토